# Sturm (Jünger)
Sturm ist eine 1923 erschienene Erzählung Ernst Jüngers. Zunächst wurde sie als Fortsetzungsgeschichte im Hannoverschen Kurier publiziert. Später erschien die Erzählung in Buchform. Sturm gehört zu den frühen Erzählungen Jüngers, in denen er seine Kriegserlebnisse als Frontkämpfer im Ersten Weltkrieg literarisch verarbeitet. Weitere Bücher der von 1920 bis 1932 dauernden ersten Schaffensperiode des Autors mit ähnlicher Thematik sind In Stahlgewittern (1920), Der Kampf als inneres Erlebnis (1922), Das Wäldchen 125 und Feuer und Blut (1925), Feuer und Bewegung (1930), Die totale Mobilmachung (1930) und Der Arbeiter (1932).

## Inhalt
Die Erzählung beginnt mit allgemeinen Betrachtungen über das Leben der Truppe an der Front. Es folgen kurze Beschreibungen der handelnden Personen, nämlich der drei Zugführer Döhring, Hugershoff und Sturm. Die beiden Erstgenannten besuchen Leutnant Sturm, die Titelfigur der Erzählung, in Gefechtspausen in der dienstfreien Zeit regelmäßig in seinem Unterstand und lassen sich während ihrer Unterhaltungen aus seinen literarischen Versuchen vortragen.
Eine erste Prosaskizze Sturms spielt in der Vorkriegszeit und beschreibt einen dandyhaften Spaziergänger in einer urbanen Umgebung. Die Lesung wird unterbrochen durch einen Artillerieangriff. Der zweite zitierte Ausschnitt handelt von einem Kriegsveteran, der sich der bürgerlichen Umgebung entfremdet hat und eine Prostituierte aufsucht. Anschließend wird ein Inspektionsrundgang der Zugführer durch die Gräben geschildert. Die dritte Geschichte, die ein ähnliches Sujet wie die vorige bietet, wird durch den bereits länger befürchteten Sturmangriff englischer Truppen unterbrochen. Mit der Schilderung dieses Gefechts, in deren Verlauf der deutsche Graben überrannt wird und der Protagonist fällt, endet die Erzählung.

## Zitate
„Ich weiß auch, was Sturmangriff und was Grabenkampf heißt, aber das ist alles ein Kinderspiel gegen ein Zusammentreffen im Schacht. Da hat man das Gefühl, in seinem angeschaufelten Grabe zu sein oder schon in der Hölle zu braten. Das Bedrückende der ungeheuren Erdmassen, von denen man umgeben ist, erweckt ein Gefühl grenzenloser Verlassenheit und den Gedanken, daß man niemals wieder aufgefunden wird, wenn man fallen sollte.“ (S. 57)
„[…] doch als ich im Lazarettkittel durch einsame Alleen schritt, empfand ich nur das zarte Gefühl eines Genesenden. Das Ungeheure hatte mich nicht berührt, es lag am Grunde als Unerklärliches, das wie eine feurige Insel erschienen und versunken war.“ (S. 82)
„Wenn ich mit anderen darüber sprach, merkte ich, wie wenig der Mensch im Grunde in sich zu Hause ist. Die einen suchten das Getane zu heiligen, die anderen zu entschuldigen, die dritten verdammten es, allen also schien nicht ihre Empfindung, sondern das, was sie später darüber gedacht und hineingelegt, das Wesentliche. Was sie erzählten, hatten sie gar nicht erlebt…“ (S. 82)

## Form und Darstellung
Im Gegensatz zu seinem ebenfalls autobiographischen, jedoch tagebuchartig-berichtend und ganz aus der subjektiven Erlebnisperspektive konzipierten Erstlingswerk In Stahlgewittern wählt Jünger in Sturm eine deutlich distanziertere und wesentlich stärker durchkonstruierte Erzählform. Seine eigenen Kriegserlebnisse abstrahiert Jünger hier zu einer ästhetischen Kunstform.
Jünger war beeinflusst von Friedrich Nietzsches „Die Geburt der Tragödie“. Die Sicht verlagert sich in der Erzählung Sturm von der Realität in eine ästhetizistische, irrationale Traumwelt. Diese macht den Zeitgeist und das Lebensgefühl der Jugend zu Jüngers und seiner Protagonisten Zeit deutlich. Sie spiegelt den Schrecken der Kontingenz der Moderne wider. Die Darstellung in Sturm enthält sowohl Momente, die den Krieg ästhetisieren und als schauerhaft-irrwitziges Schauspiel erscheinen lassen, als auch eine Kritik an der modernen Welt als solcher, als deren existenzbedrohend-erschreckender Ausdruck sich der Krieg offenbart. Auf diese Weise beschreibt Jünger keineswegs (wie noch in den Stahlgewittern) nur das Kriegsgeschehen, sondern zugleich die Sinnlosigkeit des Individuums in einer technisierten, „vermassten“ Moderne:

„dasselbe Gefühl von Sinnlosigkeit, das aus den kahlen Häuserblöcken von Fabrikstädten
zuweilen in traurige Hirne sprang, jenes Gefühl, mit dem die Masse die Seele erdrückt.“

## Werkausgaben
- Ernst Jünger: Sturm. Klett-Cotta, 1979. ISBN 9783129043615.

## Übersetzungen
- Sturm, Übersetzung ins Niederländische von Tinke Davids, De Arbeiderspers, Amsterdam 1984
- Lieutenant Sturm, Übersetzung ins Französische von Philippe Giraudon, Éditions Viviane Hamy, Paris 1991
- Il tenente Sturm, Übersetzung ins Italienische von Alessandra Iadicicco, Guanda, Milano 2001
- Sturm, Übersetzung ins Schwedische von Urban Lindström, Bokförlaget Augusti, Lund 2006
- El teniente Sturm, Übersetzung ins Spanische von Carmen Gauger, Tusquets Editores, Barcelona 2014 archive.org
- Sturm, Übersetzung ins Englische von Alexis P. Walker, Telos Press Publishing, New York 2015
- Sturm, Übersetzung ins Ukrainische von Gleb Parfenov, Dipa, Kiev 2019